# Indústria automobilística da Argentina

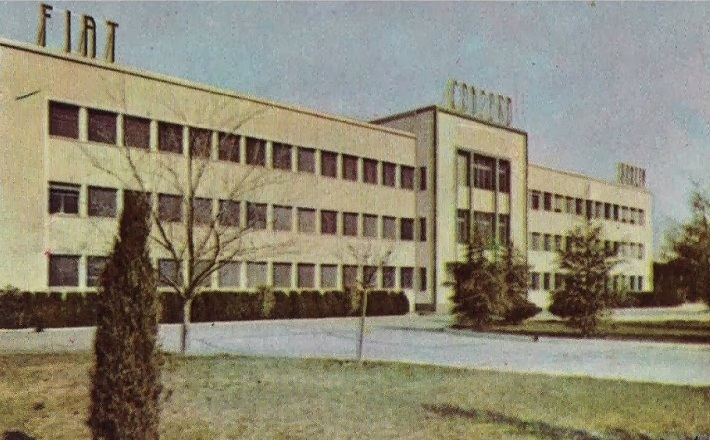
Fiat Concord Ferreyra, Córdoba

A indústria automobilística da Argentina é a terceira maior da América Latina.
A indústria automobilística argentina é regulamentada pela Associação dos Fabricantes de Automóveis (AFA) (em castelhano:  Asociación De Fabricantes de Automotores, Adefa), criada em 1960, que inclui montadoras (automóveis, camiões e autocarros). Adefa faz parte da International Automobile Manufacturers Association (OICA) com sede em Paris.
Algumas empresas globais estão presentes na Argentina, incluindo a Fiat, Volkswagen, Ford, Iveco, General Motors, Nissan, Toyota, Scania, Mercedes-Benz, Renault, Honda, Stellantis, etc., bem como empresas nacionais, em particular a Materfer, ТАТ SA, Helvetica, Crespi, PurSang, entre outras. Esta última produz réplicas modernas de carros clássicos.